# Bründlkapelle Dietmanns

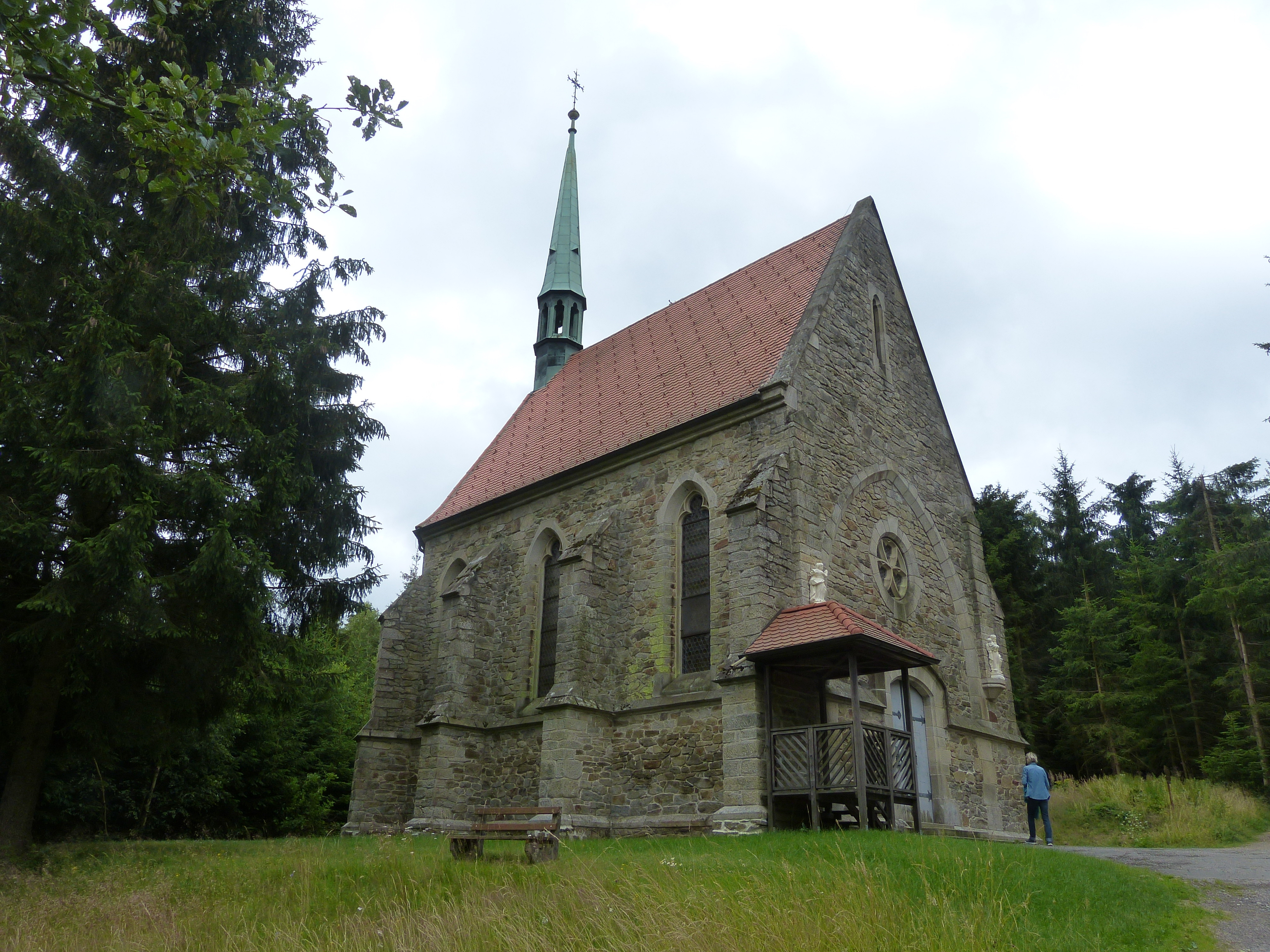
Katholische Bründlkapelle im Wald bei Dietmanns

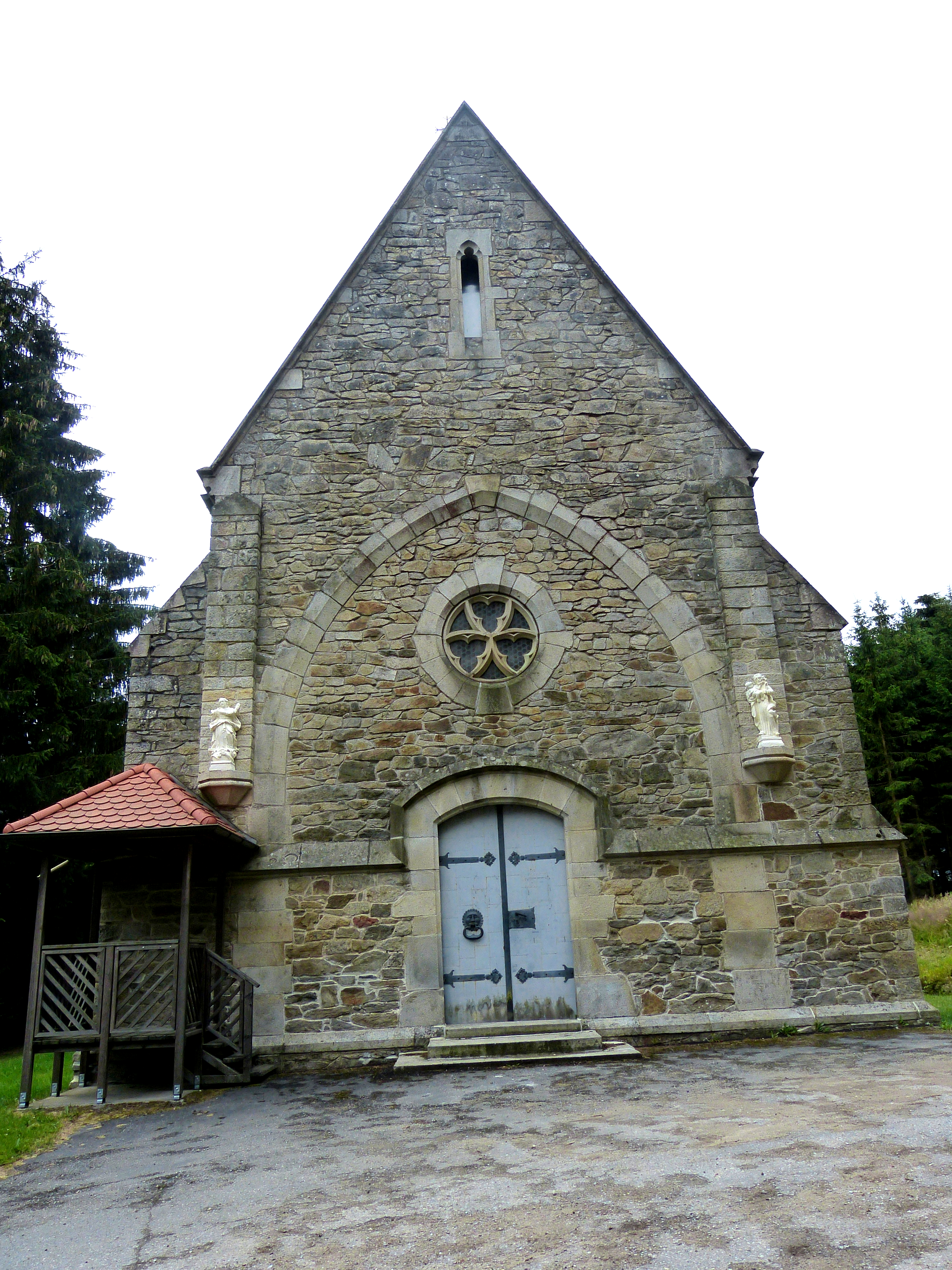
Die Westfront der Chorkapelle zeigt den vermauerten Triumphbogen zum geplanten Langhaus

Die römisch-katholische Bründlkapelle Dietmanns steht in der Marktgemeinde Dietmanns im Bezirk Waidhofen an der Thaya in Niederösterreich. Die auf die Unbefleckte Empfängnis geweihte Kapelle der Pfarrkirche Groß-Siegharts gehört zum Dekanat Waidhofen an der Thaya der Diözese St. Pölten. Die Kapelle steht unter Denkmalschutz.

## Geschichte
Im 18. Jahrhundert entwickelte sich – trotz eines Verbotes – eine Wallfahrt zu einem Marienbild an einem Baum bei einem Bründl. 1865 bestand bei der Quelle ein Bildstock. Oberhalb davon wurde von 1888 bis 1902 der neugotische Chor einer unvollendeten Wallfahrtskirche mit dem Dechant und Pfarrer von Groß-Siegharts Leopold Gstettner erbaut und am 8. September 1902 geweiht.

## Architektur
Der Kirchenbau steht westlich von Dietmanns an der Straße nach Waidhofen an der Thaya in einem Wald auf einer Anhöhe.
Der neugotische, zweijochige Chorbau unter einem Ziegelsatteldach mit einem Dachreiter hat einen Fünfachtelschluss und zeigt außen unverputztes Bruchsteinmauerwerk mit Strebepfeilern und Maßwerkfenster. Die westliche Giebelfront hat ein Portal mit einem Maßwerkokulus mit seitlichen barockisierenden Konsolfiguren Maria Immaculata und Josef von Nazaret und darüber im Giebel ein Dreipasslanzettfenster. Südseitig ist ein Treppentürmchen angebaut.
Der Innenraum zeigt sich mit einem nasenförmig abgesetzten Kreuzrippengewölbe auf Konsolen mit einer neugotischen Schablonenausmalung. Die Glasmalerei ist aus der Bauzeit.

## Ausstattung
Der neugotische Flügelaltar trägt Schreinfiguren der Heiligen Maria, Joachim und Anna und im Gesprenge ein Bildnis Herz Jesu, die Flügelreliefs zeigen Darstellungen aus dem Marienleben. Es gibt ein Bild hl. Aloysius vom Maler Josef Keszler (1878) in Wien, weiters: Bild Verkündigung an Zacharias, hl. Josef mit Kind, hl. Maria, Christus bezeichnet mit Zabateri, alle aus dem 19. Jahrhundert.